# وجاهة

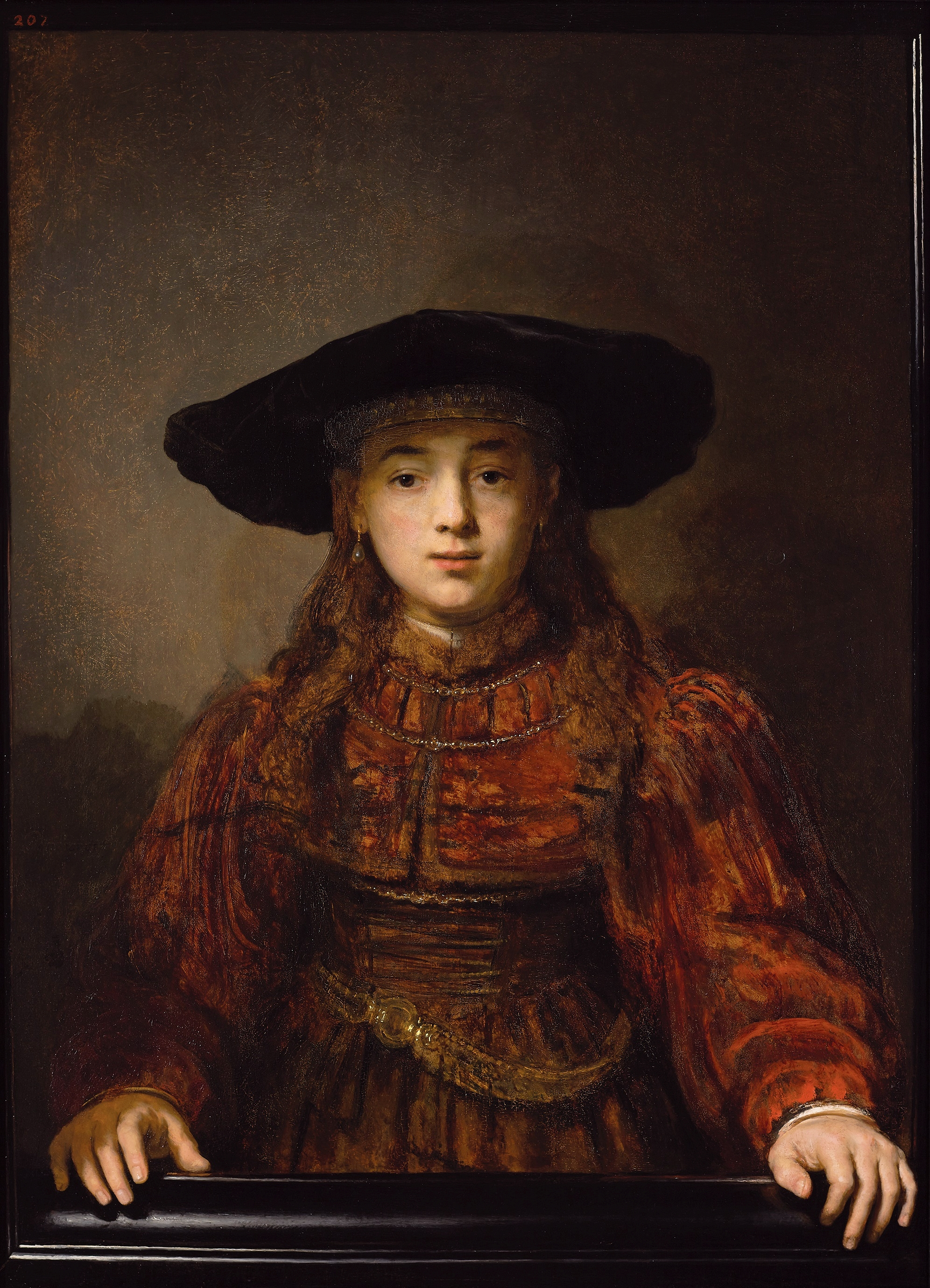

الوجاهة هي الاتصاف باستحقاق الملاحظة، أو امتلاك الشهرة، أو الحصول على درجة عالية من الاهتمام أو الأهمية أو التميز. كما تشيرأيضًا إلى القدرة على الاتصاف بذلك. يقال للأشخاص الجديرين بالملاحظة بسبب المسؤولية العام، أو الإنجازات، أو حتى مجرد المشاركة في صناعة المشاهير بأن لديهم شخصية عامة.

## النظرية الجمالية
ينشأ المفهوم في فلسفة الجماليات فيما يتعلق بالتقييم الجمالي. وهناك انتقاد لمعارض الفنون التي تحدد التقييم النقدي، أو التقييم لتحديد ما سوف يعرض أو ما سوف لن يعرض، بالاعتماد على وجاهة الفنان، بدلاً من الجودة الجوهرية للعمل الفني.

## الصحافة والتسويق
تظهر الوجاهة في مناقشات حول استفسارات التغطية في الصحافة. وقد يحاول رجال السوق والصحف خلق وجاهة لإنشاء مشاهير أو شهرةأو سوء سمعةأو لزيادة المبيعات، كما هو الحال في الصحافة الصفراء.

## الوجهاء كطبقة مميزة
تسمى الطبقة المميزة في بعض الأحيان وجهاء، عند المقارنة بالفلاحين.

## محتوى ويكيبيديا
الوجاهة لموضوع تحدد أي المقالات سيتم تضمينها على شبكة ويكيبيديا وأيها لا. في كتابه، ثورة ويكيبيديا: كيف لمجموعة من أشخاص غير معروفين أن تنشئ أعظم موسوعة في العالم، كتب أندرو ليه أن الوجاهة تأتي في مركز النقاش بالنسبة لما ينبغي أن تكون عليه أعظم موسوعة في العالم .
قارنت إميلي أرتينيان هذه القطعة بقصة بورخيس القصيرة «مكتبة بابل».
يسمى الأشخاص الذين يريدون حذف مقال بسبب عدم الوجاهة حذفيين. ويسمى أولئك الذين لا يريدون حذف المقال اشتماليين.
استخدم فريق من علماء الحاسب الآلي في معهد ماساتشوستس للتقنية (MIT) وجامعة روتجرز الوجاهة في ويكيبيديا لإنشاء مقياس للتسلسل الهرمي في شبكة اجتماعية على الإنترنت موجهة.
تم اقتراح عدد مرات الدخول من محرك بحث كمقياس للوجاهة؛ ولا توصي ويكيبيديا باستخدام نتائج جوجل.
تم اقتراح عدد الاستشهاد كمقياس لوجاهة منشور أو مؤلف؛ ويسمى مجال الدراسة تحليل الاستشهاد.
يمكن اعتبار الوجاهة موضوعية مطلقًا، على سبيل المثال، بالطبيعة مثل نظرية الانفجار العظيم؛ نسبيًا يمكن تحديدها موضوعيًا باستخدام تعريف اصطلاحي، والذي يُحدد ذاتيًا بواسطة الإجماع، على سبيل المثال، إجماع موسوعة على الإنترنت على اعتبار أن جميع المدن مشهورة، بغض النظر عن الصغر؛ أو الذاتية], مثل يوم عاطفي ملحوظ لشخص ما.

## استخدام المنطق الخادع لمنح وجاهة
إقحام الاسم والتوسل بالمرجعية هي أمثلة لمحاولات منح الوجاهة من خلال ربط اسم شيء ملحوظ مع شيء آخر في محاولة لإنشاء وجاهة من هذا الشيء.
يرتبط منح الوجاهة بالتعدي والقياس المنطقي. إذا كان كل ما يخص A مشهورًا، وكان x هو واحد من A، فكون x مشهورًا يكون صحيحًا بالقياس المنطقي، ولكن إذا كان A مشهورًا وx هو عنصر من A، فليس بالضرورة أن يكون x مشهورًا. إذا كان x أكثر شهرة من y، وكان y أكثر شهرة من z، فيكون x أكثر شهرة من z، ولكن إذا كان الشخص x يعتبر A مشهورًا، و A هو مجموعة جزئية من B، فليس بالضرورة أن يعتبر x أن B مشهور؛ مثال من السياق المتعمد في مفارقة علاقة الأسماء.